# هنري هافن ويندسور
هنري هافن ويندسور (بالإنجليزية: Henry Haven Windsor)‏ هو صحفي أمريكي، ولد في 13 نوفمبر 1859 في ميتشل في الولايات المتحدة، وتوفي في 11 مايو 1924 في إيفانستون في الولايات المتحدة.

## وصلات خارجية
- هنري هافن ويندسور على موقع الموسوعة البريطانية (الإنجليزية)